# 陈淦
陈淦（？—？），清朝政治人物。
陈淦曾接替倪应晋任娄县知县一职，1859年由卞乃接任。